# Aimable Martel
Pour les articles homonymes, voir Martel.
Aimable Martel, né le 1er juin 1920 à Escaudain dans le Nord et mort fusillé au fort du Vert-Galant à Wambrechies le 14 avril 1942, est un résistant français. Il est le fils d'Henri Martel.

## Biographie
Aimable Henri Joseph Woulzez naît le 1er juin 1920 à Escaudain d'Élise Louise Woulzez, ménagère. Il est légitimé par le mariage de sa mère et d'Henri Martel à Escaudain le 23 octobre 1920. Son frère Germinal naît le 20 novembre 1921 à Waziers.
Comme son frère, il devient membre des Jeunesses communistes dès l'entre-deux-guerres. Le 9 novembre 1941, il participe à un attentat contre la centrale thermique de Dechy, celle-ci étant alors partiellement détruite. La gendarmerie française l'arrête à l'occasion d'un contrôle le 13 mars 1942 entre Croix-Caluyau et Forest-en-Cambrésis, il vivait alors caché dans la région de Maubeuge sous l'identité de Lesavre. Il est remis aux autorités allemandes et interné à la prison de Douai.
Le 22 mars 1942, il est traduit devant la section spéciale de Douai, et est condamné à dix ans de travaux forcés, puis transféré à la prison de Lille, où il est retenu comme otage en représailles de l’attentat du 9 avril 1942 contre une cantine allemande.
Il fait partie des trente-cinq personnes fusillées au fort du Vert-Galant à Wambrechies le 14 avril 1942,.
Son nom apparaît sur le monument aux morts du cimetière de Sin-le-Noble. Jean-Marie Fossier indique en 1977 que malgré toutes les recherches, le corps d'Aimable Martel n'a jamais été retrouvé.

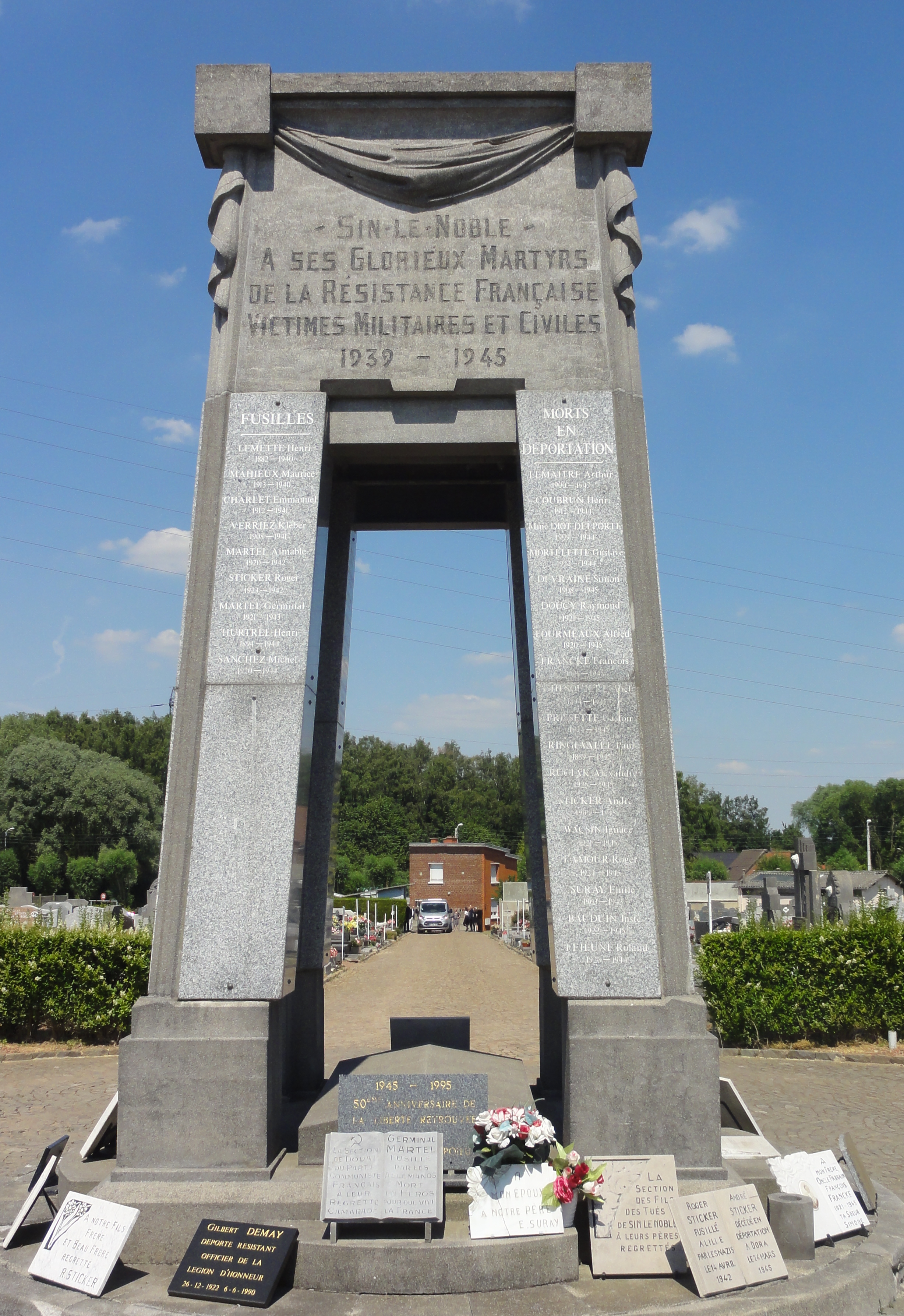
Le monument aux morts du cimetière de Sin-le-Noble.

## Stolperstein
A l'initiative de l'association Stolpersteine Nord-Pas-de-Calais et en partenariat avec l'association Les amis d'Elise et Henri Martel, le Stolperstein (pavé de mémoire) d'Aimable Martel a été installé devant son dernier domicile du 164, rue Voltaire à Sin-le-Noble.